# Pherra
Die Pherra, auch Parah, war ein ostindisches Gewichtsmaß. Das Maß war für Reis, Getreide und trockene Waren vorgesehen. 
In Surate in der Präsidentschaft Bombay hatte 
- 1 Pherra = 20 Pallis/Palies = etwa 34 Kilogramm[1] = 34,015 Kilogramm[2]

Die Palie/Pallie hatte ein Gewicht von 1701 ⅛ Gramm.
Sehr unterschiedlich war das kleinere Maß, der Palie/Pallie, in anderen Regionen wie Kalkutta. 
- Kalkutta 1 Pallie = 4 Liter[4]

Hier war die Maßkette dieses Gewichtes
- 1 Pallie = 4 Rolks = 16 Kunkes = 80 Chataks
- 1 Mahon = 8 Pallies
- 1 Soalli = 20 Pallies
- 1 Candil = 160 Pallies
- 1 Kahun = 320 Pallies = 4,234 Kilogramm[5] (Bengalen)